# にこげ
にこげは、日本の女性二人組エンターテイメントユニット。アズプロ所属。

## 略歴
- 2013年1月 小鳥（こと）れいなと響よしのが養成所にて出会う。当時、小鳥れいなは別ユニット、響よしのはソロ活動を行う。
- 2013年6月 小鳥が響を誘い、響がユニット活動に参加。その後、現事務所のアズプロ（株式会社アズプロデュース）に所属が決まる。
- 2014年4月 2人でにこげを結成。2人組のエンターテイメントユニットとして活動を始める。
- 2014年5月 Zeep Tokyo「第二回シンガーガールズコレクション決勝戦」に出場
- 2014年10月8日　1stシングル「にこげ・着色版」リリース
- 2015年3月14日、渋谷HOMEにてワンマンライブ「にこげPresents　わたげの集い～小鳥れいな生誕祭～」を開催
- 2015年6月4日- スマートフォン向け放送局　WALLOPにて生番組「アズラジ！」（第1、3水曜 20:30-21:00）開始

## メンバー
- 小鳥れいな（ことれいな、1994年3月16日 - ）
  - 東京都八王子市出身。血液型B型。
  - チャームポイント：ふよふよほっぺ、口癖：なるほど
  - 特技は歌、司会、朗読。趣味はアニメ（特にホラー系）、ミュージカル観賞、占い、動画観賞。
  - 好きな食べ物はタマゴ、キノコ、オムライス、クリームパスタ。嫌いな食べ物はレバー。
  - 過去にコンシェルジュとして個人で司会をやっていた。

- 響よしの（ひびきよしの、1993年11月27日 - ）
  - 千葉県我孫子市出身。血液型O型。
  - チャームポイント：茶髪ショートヘア、口癖：てちゅ、まぁいいんだけどね
  - 特技は歌、似顔絵、イラスト。趣味はLDH、ディズニーシー。
  - 好きな食べ物はアボカド、黒ごま、梅干し、ヨーグルト。嫌いな食べ物はセロリ、レバー。

## 作品

### シングル
- にこげ・着色版 (2014年10月8日)

### 配信
- CITY （2015年8月1日）

## 出演

### LIVE
- 天下一音楽会（ゲスト出演）
- 3マンライブ（八王子Milky way）
- プレゼンテーションライブ（渋谷WOMB）
- 我孫子駅前バードコンサート[1]

【定期イベント】 
- 事務所ライブ「アズ缶」※ステージ、司会兼任
- MY TOWN CONCERT WITH YOU 2015'※ステージ、司会兼任
- 主催ライブ「にこげpresents大安！わたげの集い」（不定期開催）

### インターネット放送
- （ANZEN漫才のカタパン、2015年7月7日）